# 板橋瑠美
板橋 瑠美（いたばし るみ、1987年6月16日 - ）は、日本の女性ファッションモデルである。元TWIN PLANET ENTERTAINMENT所属。

## 生い立ち
東京都渋谷区生まれ。3歳の時に両親が離婚し、埼玉県川口市で育つ。「瑠美」という名前は漫画からとられたものである。

## 経歴

### モデル
2004年4月20日発売のギャル系雑誌『egg』の別冊『manba』の巻頭ページの企画で読者モデルとしてデビュー。その後、『egg』の専属モデルとして活動を開始する。デビュー当時は渋谷センター街を拠点に活動する有名なサークルに所属して代表を務めていた。当時サークル界で知らぬ者はいないほどの有名人だった。「ルミリンゴ」という愛称は2003年秋にサークル内で生まれたものである。『egg』のモデルになってしばらくの間は、「ルミリンゴ」名義で活動していた。18歳でギャルメイクを止めて、「キレイ系」と称されるモデルにシフトチェンジした。
egg卒業後は『EDGE STYLE』のモデルとして活動。共演していた椿姫彩菜（現：椿彩奈）とはTWIN PLANET時代の同僚で、同じ川口市出身でもあった。
2019年6月30日には、ワイケーエンターテインメントのアンバサダーに就任している。

### 音楽
2009年、西野カナによるシンディ・ローパーの『GIRLS JUST WANT TO HAVE FUN』のサンプリングカバーのコーラスに田母神智子、中井一恵、上田ミレイ、岩村綾乃と共に参加。
音楽ユニットJulietのプロデュースチーム「Romeo」のメンバー。同チームに所属する澤本幸秀とは同じ高校に通っていた。
2008年に、R&B歌手JAMOSAとギャル社長として有名な藤田志穂が代表を務める「エメラルド ドライブ」とのコラボレーションシングル『ずっと』のミュージックビデオに出演している。板橋の妊娠・出産・育児の様子を撮影した写真や映像が使用されている。板橋とその夫が親になっていく過程を描きながら、家族の大切さや子供たちへの愛情が表現されている。2010年にはファッション雑誌『men's egg』の専属モデルからなる歌手グループPlayZのシングル『P.S. I love you〜伝えたい〜』のミュージックビデオに主演で出演している。ビデオは結婚式をテーマとしており、板橋の夫も出演している。

### その他の活動
2024年度後期のNHK連続テレビ小説『おむすび』では、物語前半「福岡・糸島編」の軸となる、ギャルことば指導・パラパラ指導を担当した。

### 私生活
2008年3月28日にサラリーマンの男性と結婚し、同年7月22日に3161gの女子を出産。4年後の2012年4月からは、主婦と生活社のリアル新ママ応援マガジン『MaMa Cawa』のメインモデルとして参加するが、同年夏に離婚したことを2012年11月1日付本人ブログにて報告。現在は、長女と2人で暮らしている。
2014年冬、共立美容歯科で歯並びを治療し、綺麗な歯並びを手に入れた。
2021年3月1日には自身のYouTubeチャンネル『Rumiringo TV』を開設。

## 出演

### 雑誌
- egg（大洋図書）専属モデル
- EDGE STYLE（双葉社）専属モデル[10]
- Mama Cawa（主婦と生活社）専属モデル[22]

### ミュージックビデオ
- JAMOSA『ずっと』
- PlayZ『P.S. I love you〜伝えたい〜』（2010年）

### その他
- 西野カナ『GIRLS JUST WANT TO HAVE FUN』（2009年）コーラスに参加

### 著書
- from Black... 娘がくれた第二の人生（小学館・2010年8月27日発売）[25]